# Johan Thijs
Johan Thijs (Genk, 1965) is een Belgisch bankier en bestuurder.

## Levensloop
Thijs studeerde aan de Katholieke Universiteit Leuven, alwaar hij afstudeerde als master in de toegepaste wiskunde en master in de actuariële wetenschappen. Hij volgde tevens een Senior Executive Programme in Leadership, Strategy & Innovation aan de London Business School in 2008.
In 1988 ging hij aan de slag als actuaris bij ABB Verzekeringen. In 2006 trad hij toe tot het directiecomité van KBC België en in 2009 werd hij hiervan CEO. Vanuit deze hoedanigheid trad hij toe tot het directiecomité van de KBC Groep, alwaar hij op 3 mei 2012 Jan Vanhevel opvolgde als CEO.
In 2017 werd hij aangesteld als voorzitter van Febelfin in opvolging van Rik Vandenberghe. In december 2020 werd zijn mandaat als Febelfin-voorzitter met drie jaar verlengd.
Hij bekleedt ook mandaten bij het VBO en het VOKA.
Het Britse financiële magazine International Banker riep hem in 2016 en 2017 uit tot Banking CEO of the Year in Western Europe. In 2017, 2018 en 2019 nam Harvard Business Review hem op in de lijst van de 10 beste CEO's wereldwijd. In 2020 maakte Harvard Business Review bekend geen rangschikking van CEO's meer te publiceren. In België werd hij in januari 2019 door het zakenmagazine Trends uitgeroepen tot Manager van het Jaar 2018.